# بندیکت کرش
بندیکت کرش (انگلیسی: Benedikt Kirsch؛ زادهٔ ۱۵ آوریل ۱۹۹۶) بازیکن فوتبال اهل آلمان است.
از باشگاه‌هایی که در آن بازی کرده‌است می‌توان به باشگاه فوتبال گروتر فورث اشاره کرد.